# Цвингенберг (Баден)
Цвингенберг (нем. Zwingenberg) — община в Германии, в земле Баден-Вюртемберг.
Подчиняется административному округу Карлсруэ. Входит в состав района Неккар-Оденвальд. Население составляет 679 человек (на 31 декабря 2010 года). Занимает площадь 4,70 км².

## История
История Цвингенберга тесно связана с историей одноимённого замка, расположенного на горе над городом. Ещё выше лежат руины замка Фюрстенштайн.
Поселение возникло, скорее всего, в XIV в. и развилось из рыбацкой деревни у подножия выстроенного в XIII в. замка.
Первое письменное упоминание Цвингенберга встречается в 1326 г.
Замок и поселение в течение истории часто меняли своих владельцев, до тех пор, пока в начале XIX в. Цвингенберг не стал самостоятельной общиной.

## Герб
В голубом поле 3 серебряные лебединые шеи с золотыми клювами. Лебединый мотив заимствован из герба рода фон Цвингенбергов.

## Транспорт
Цвингенберг расположен на железнодорожной линии Гейдельберг — Бад-Фридрихсхалль.

## Достопримечательности
- Замок Цвингенберг
- Руины замка Фюрстенштайн
- Фахверковые дома в центре Цвингенберга
- Волчье ущелье
- Оперный фестиваль